# Francesco Nuti
Francesco Nuti (17 de maig de 1955 - 12 de juny de 2023) va ser un actor, director de cinema i guionista italià.

## Biografia
Nascut a Florència, Nuti va començar la seva carrera professional com a actor a finals dels anys setanta, quan va formar el grup de cabaret Giancattivi juntament amb Alessandro Benvenuti i Athina Cenci. El grup va participar en els programes de televisió Black Out i Non Stop per a RAI TV, i va rodar el seu primer llargmetratge, Ad ovest di Paperino (1981) , escrit i dirigit per Benvenuti.
L'any següent Nuti va abandonar el trio i va començar una carrera en solitari amb tres pel·lícules dirigides per Maurizio Ponzi: Madonna che silenzio c'è stasera (1982), Io, Chiara e lo Scuro (1982) i Son contento (1983). A partir de 1985, va començar a dirigir les seves pel·lícules, obtenint un èxit immediat amb les pel·lícules Casablanca, Casablanca  i  Tutta colpa del paradiso (1985), Stregati (1987), Caruso Pascoski (di padre polacco) (1988), Willy Signori e vengo da lontano (1989) i Donne con le gonne (1991). L'any 1988 també va participar al Festival de música de Sanremo amb la cançó "Sarà per te", gravada posteriorment per Mina. El 1992 va cantar amb Mietta "Lasciamoci respirare", escrit pel cantautor Biagio Antonacci.
La dècada de 1990 va ser, però, un període de decadència per al director toscà, amb pel·lícules sense èxit com OcchioPinocchio (1994), Il signor Quindicipalle (1998), Io amo Andrea (2000) i Caruso, zero in condotta (2001). En els anys següents, Nuti també va començar a patir depressió i alcoholisme, i fins i tot va intentar suïcidar-se.

### Accident i incapacitat permanent
El 2 de setembre de 2006, just abans de començar el rodatge d'una nova pel·lícula (que es titularia Olga e i fratellastri Billi), Nuti va ser ingressat a l'hospital Policlinico Umberto I de Roma, després d'un caiguda greu de les escales de casa seva. L'accident va causar a Nuti un hematoma subdural que li va provocar greus danys cerebrals, deixant-lo incapaç de parlar o moure's. En els anys següents, unes quantes aparicions públiques a la televisió italiana van mostrar públicament la seva condició de discapacitat, provocant tant una poderosa resposta emocional per part dels fans de Nuti com indignació pel que es va percebre com una explotació despietada del patiment de l'antic director. El 21 de setembre de 2016, una segona caiguda va provocar que Nuti tornés a ser hospitalitzat en estat crític. El juliol de 2017, la filla de Nuti, Ginevra, es va convertir en la tutora legal de Nuti després de la seva majoria d'edat Nuti va morir el 12 de juny de 2023, als 68 anys.

## Filmografia

### Com actor
- Ad ovest di Paperino, dirigida per Alessandro Benvenuti (1981)
- Madonna che silenzio c'è stasera, dirigida per Maurizio Ponzi (1982)
- Io, Chiara e lo Scuro, dirigida per Maurizio Ponzi (1982)
- Son contento, dirigida per Maurizio Ponzi (1983)
- Sant'Analfabeta, episodi de Sogni e bisogni, dirigida per Sergio Citti (1985) - minisèrie TV
- Casablanca, Casablanca, dirigida per Francesco Nuti (1985)
- Tutta colpa del paradiso, dirigida per Francesco Nuti (1985)
- Stregati, dirigida per Francesco Nuti (1986)
- Caruso Pascoski (di padre polacco), dirigida per Francesco Nuti (1988)
- Willy Signori e vengo da lontano, dirigida per Francesco Nuti (1989)
- Donne con le gonne, dirigida per Francesco Nuti (1991)
- OcchioPinocchio, dirigida per Francesco Nuti (1994)
- Il signor Quindicipalle, dirigida per Francesco Nuti (1998)
- Io amo Andrea, dirigida per Francesco Nuti (2000)
- Caruso, zero in condotta, dirigida per Francesco Nuti (2001)
- Concorso di colpa, dirigida per Claudio Fragasso (2005)

### Guionista
- Madonna che silenzio c'è stasera, dirigida per Maurizio Ponzi (1982)
- Io, Chiara e lo Scuro, dirigida per Maurizio Ponzi (1983)
- Son contento, dirigida per Maurizio Ponzi (1983)

### Director i guionista
- Casablanca, Casablanca (1985)
- Tutta colpa del paradiso (1985)
- Stregati (1986)
- Caruso Pascoski (di padre polacco) (1988)
- Willy Signori e vengo da lontano (1989)
- Donne con le gonne (1991)
- OcchioPinocchio (1994)
- Il signor Quindicipalle (1998)
- Io amo Andrea (2000)
- Caruso, zero in condotta (2001)

### Productor
- Maramao, dirigida per Giovanni Veronesi (1987)
- Benvenuti in casa Gori, dirigida per Alessandro Benvenuti (1990)
- Io amo Andrea, dirigida per Francesco Nuti (2000)
- Caruso, zero in condotta, dirigida per Francesco Nuti (2001)

### Documental
- Nuti alla meta, dirigida per Adelmo Togliani (2003)
- Ti vogliamo bene Francesco Nuti, dirigida per Enio Drovandi (2021)

## Reconeixements
- David di Donatello
  - 1983 – Millor actor protagonista per Io, Chiara e lo Scuro
  - 1984 – Candidatura al millor actor protagonista per Son contento
  - 1985 – Candidatura al Millor director novell per Casablanca, Casablanca
  - 1985 – millor actor protagonista per Casablanca, Casablanca
  - 1986 – Candidatura al millor actor protagonista per Tutta colpa del paradiso
- Nastro d'argento
  - 1983 – millor actor protagonista per Io, Chiara e lo Scuro
  - 1983 – Candidatura al millor argument per Io, Chiara e lo Scuro
  - 1989 – Candidatura al millor director per Caruso Pascoski (di padre polacco)
- Ciak d'oro
  - 1986 – Millor actor protagonista per Tutta colpa del paradiso[10]
- EuropaCinema
  - 2005 – Premi EuropaCinema especial "Bentornato Francesco"
- Globo d'oro
  - 1984 – Millor actor revelació per Io, Chiara e lo Scuro
  - 1985 – Candidatura a la millor opera prima per Casablanca, Casablanca
- Grolla d'oro
  - 1983 – Millor actor novell per Io, Chiara e lo Scuro
- Premi Vittorio De Sica
  - 1983 – Premi Vittorio De Sica, Sezione "cinema italiano"

## Discografia

### Discografia solista

#### Àlbum
- 1979 – Un giorno come tanti altri (City Record, C 1032, LP)

#### Compilacions
- 1989 – Tutte le canzoni dei film di Nuti (Cinevox, LP)
- 2006 – Starnuti (Sony BMG, CD)
- 2010 – Le note di Cecco (Sony BMG, CD)

#### Senzills
- 1982 – Madonna che silenzio c'è stasera/Puppe a pera (Lupus, LUN 4936, 7")
- 1983 – Son contento/Trocadero bar (CBS, A 3890, 7")
- 1988 – Sarà per te/Santo Domingo (Jusca, MRM 48001, 7")
- 1988 – Puppe a pera/Giulia (Cinevox, MDF 147, 7")
- 1991 – duet amb Roberto Vecchioni a Quelli belli come noi, contingut a l'album dr Roberto Vecchioni Per amore mio
- 1992 – duet amb Mietta a Lasciamoci respirare, contingut a l’album de Mietta Lasciamoci respirare

### Discografia amb i Giancattivi
- 1978 – AA.VV. Non Stop (CGD, CGD 20111, LP)
- 1980 – AA.VV. Ridendo e scherzando che male ti fo (Record Bazaar, RB 250, LP)